# Sporting Club de Bastia 1997-1998
Questa voce raccoglie le informazioni riguardanti lo Sporting Club de Bastia nelle competizioni ufficiali della stagione 1997-1998.

## Maglie e sponsor
Lo sponsor tecnico per la stagione 1997-1998 è Reebok, mentre lo sponsor ufficiali è Nouvelle Frontières.
| Manica sinistra · Manica sinistra · Maglietta · Maglietta · Manica destra · Manica destra · Pantaloncini · Calzettoni | Manica sinistra · Manica sinistra · Maglietta · Maglietta · Manica destra · Manica destra · Pantaloncini · Calzettoni | Manica sinistra · Maglietta · Maglietta · Manica destra · Pantaloncini · Calzettoni |  |

## Rosa
| N. |                      | Ruolo | Calciatore             |
| -- | -------------------- | ----- | ---------------------- |
| 28 | Tunisia (bandiera)   | P     | Ali Boumnijel          |
| 1  | Francia (bandiera)   | P     | Éric Durand            |
| 16 | Francia (bandiera)   | P     | Fabien Piveteau        |
| 33 | Francia (bandiera)   | P     | Hervé Sekli            |
| 5  | Francia (bandiera)   | D     | Christophe Deguerville |
| 21 | Argentina (bandiera) | D     | Pascual Garrido        |
| 15 | Francia (bandiera)   | D     | Franck Jurietti        |
| 25 | Francia (bandiera)   | D     | Frédéric Mendy         |
| 27 | Francia (bandiera)   | D     | François Modesto       |
| 4  | Francia (bandiera)   | D     | Patrick Moreau         |
| 2  | Francia (bandiera)   | D     | Sébastien Pérez        |
| 3  | Guinea (bandiera)    | D     | Morlaye Soumah         |
| 36 | Francia (bandiera)   | D     | Yannick Zambernardi    |
| 22 | Francia (bandiera)   | C     | Hervé Anziani          |
| 20 | Francia (bandiera)   | C     | Laurent Casanova       |
| 18 | Liberia (bandiera)   | C     | Prince Daye            |

| N. |                         | Ruolo | Calciatore         |
| -- | ----------------------- | ----- | ------------------ |
| 14 | Senegal (bandiera)      | C     | Mamadou Faye       |
| 8  | Francia (bandiera)      | C     | Olivier Garrido    |
| 24 | RD del Congo (bandiera) | C     | Alain Masudi       |
| 10 | Slovacchia (bandiera)   | C     | Ľubomír Moravčík   |
| 6  | Francia (bandiera)      | C     | Cyril Rool         |
| 23 | Guinea (bandiera)       | C     | Lansana Soumah     |
| 7  | Polonia (bandiera)      | C     | Piotr Świerczewski |
| 12 | Francia (bandiera)      | A     | Pierre-Yves André  |
| 17 | Camerun (bandiera)      | A     | Jean-Jacques Etamé |
| 19 | Francia (bandiera)      | A     | Wilfried Gohel     |
| 9  | Jugoslavia (bandiera)   | A     | Nenad Jestrović    |
| 26 | Croazia (bandiera)      | A     | Adrijan Kozniku    |
| 11 | Francia (bandiera)      | A     | Pierre Laurent     |
| 11 | Slovenia (bandiera)     | A     | Ermin Šiljak       |
| 13 | Guinea (bandiera)       | A     | Ousmane Soumah     |

## Risultati

### Coppa Intertoto

#### Fase a gironi
| Arbitro: | Bertolini |

|  |           |            |
|  | Marcatori | 45’ Siljak |

| Arbitro: | Krula |

|            |           |  |
| Siljak 24’ | Marcatori |  |

| Arbitro: | McCurry |

|           |           |                 |
| Tyler 54’ | Marcatori | 12’, 31’ Siljak |

| Arbitro: | Ziober |

|           |           |                          |
| Mendy 45’ | Marcatori | 25’ Kulovits 50’ Ramusch |

#### Fase ad eliminazione diretta
| Arbitro: | Díaz Vega |

|  |           |          |
|  | Marcatori | 65’ Rool |

| Arbitro: | Krondl |

|           |           |             |
| Daye 114’ | Marcatori | 90’ Fischer |

| Arbitro: | Wójcik |

|  |           |          |
|  | Marcatori | 46’ Daye |

| Arbitro: | Uzunov |

|             |           |           |
| Soumah 113’ | Marcatori | 62’ Vougt |

### Coppa UEFA
| Arbitro: | Pairetto |

|           |           |  |
| André 80’ | Marcatori |  |

| Lisbona 30 settembre 1997 Trentaduesimi di finale - Ritorno | Benfica | 0 – 0 referto | Bastia | Stadio da Luz (20.000 spett.)\| Arbitro: \| László \| |
| Arbitro:                                                    | László  |               |        |                                                       |

| Arbitro: | Wójcik |

|          |           |  |
| Hrib 66’ | Marcatori |  |

| Arbitro: | Grabher |

|                         |           |                   |
| Daye 68’, 52’ Mendy 78’ | Marcatori | 13’, 38’ Munteanu |